# Ribeirão Paranavaí
Der Ribeirão Paranavaí ist ein etwa 63 km langer rechter Nebenfluss des Rio Ivaí im Norden des brasilianischen Bundesstaats Paraná.

## Geografie

### Lage
Das Einzugsgebiet des Ribeirão Paranavaí befindet sich südwestlich von Paranavaí zwischen der Stadt und dem Rio Ivaí auf dem Terceiro Planalto Paranaense (Dritte oder Guarapuava-Hochebene von Paraná).

### Verlauf
Sein Quellgebiet liegt im Munizip Paranavaí im Stadtteil Jardim Santos Dumont auf 450 m Meereshöhe in der Nähe der BR-376.
Der Fluss verläuft in südwestlicher Richtung. Er fließt im Munizip Mirador von rechts in den Rio Ivaí. Er mündet auf 240 m Höhe. Die Entfernung zwischen Ursprung und Mündung beträgt 42 km. Er ist etwa 63 km lang.

### Munizipien im Einzugsgebiet
Am Ribeirão Paranavaí liegen drei Munizpien:
- Paranavaí
- Nova Aliança do Ivaí
- Mirador.